# 陈廷策
陈廷策（19世纪?—20世纪?），字幼苏，贵州平坝县人，中华民国政治人物。 

## 生平
他是清朝举人，后考中中书，任职于北京。中华民国成立后，他任北京临时参议院议员、国会众议院议员。他是进步党党员。1914年，他和桂百铸、籍忠寅等共6人受刚刚担任云南巡按使的任可澄邀请，赴云南任职。1915年，他任云南省政务厅厅长。任内他参加了护国运动，和梁启超等多有通信。1917年，他任云南省教育厅厅长。
1919年，黔军的新兴义系和上海华侨振兴实业公司签订了修筑自重庆经贵阳到柳州的铁路的条约以及借款条约，但没有获贵州省议会通过，此后黔军新旧两派的斗争因这件“渝柳铁路借款案”而日趋白热化。新派通过揭露贵州省财政厅的贪污舞弊而进攻旧派，还发动了几百名黔军伤兵一起到财政厅索还欠饷和抚恤金，伤兵们冲进了财政厅长张协陆的住宅进行打砸。王文华等还在《勤报》刊广告，声称准备刊登《贵州财政厅黑幕大观》。谷正伦和何应钦等人又组织了暗杀团，暗杀反对借款的人士。1919年11月，贵州省政务厅厅长陈廷策遇刺，因当时正在深夜，陈廷策仅受重伤而未死亡。财政厅长张协陆请辞未获准，遂于同年12月3日服毒自尽，留下遗书请求贵州督军兼省长刘显世（旧派领导人）同黔军总司令王文华（新派领导人）双方讲和，并劝刘显世辞职。不久，贵州省议会议长张彭年逃亡上海，其他人士纷纷逃走，史称民八事变。
1922年，袁祖铭任定黔军总司令兼贵州省长。他上任后，任命陈廷策为贵州省财政厅厅长，后来又任命他兼任贵州银行筹备处主任，负责再次筹组贵州银行。定该银行的资本为200万元，筹足半数资本后，于农历十二月二十三日（已入1923年）先行营业，次年农历正月十七日正式开业，陈廷策兼任该银行的经理。1923年，陈廷策主持发行了贵州银行兑换券100 万元，行使仅仅七天，因为滇军唐继虞借护送刘显世回贵州主政而第二次侵入贵州，贵州银行随袁祖铭撤离贵阳，贵州银行兑换券即行停止使用，故该种纸币俗称“七日票”。
此后其生平不详。